# Сан Савино (Л’Аквила)
Сан Савино (итал. San Savino) је насеље у Италији у округу Л'Аквила, региону Абруцо.
Према процени из 2011. у насељу је живело 49 становника. Насеље се налази на надморској висини од 871 м.